# Lužnica (Skrapež)
Pour les articles homonymes, voir Lužnica.
La Lužnica est une rivière du sud-ouest de la Serbie. Elle est un affluent du Skrapež.
La Lužnica appartient au bassin versant de la mer Noire.